# Zgodovina Moldavije
Zgodovina Moldavije se začenja okrog leta 1350, ko je bila ustanovljena Kneževina Moldavija, srednjeveška predhodnica moderne Moldavije in Romunije. Kneževina je obstajala od leta 1538 do 19. stoletja, kot del Osmanskega cesarstva. Leta 1812, po eni od več rusko-turških vojn, je bila vzhodna polovica kneževine priključena Ruskemu cesarstvu. Leta 1918 je Besarabija za kratek čas postala neodvisna Moldavska demokratična republika in se je po odločitvi parlamenta (Sfatul Țării) združila z Romunijo. Med drugo svetovno vojno jo je okupirala Sovjetska zveza, s čimer je Moldavija postala članica ZSSR. Leta 1991 je država razglasila neodvisnost in ustanovljena je bila Republika Moldavija.

## Kneževina Moldavija
Za ustanovitev Moldavije ima zasluge vlaški plemič Dragoş de Bedeu, ki je odraščal v Vojvodstvu Maramureš (takrat pod nadzorom Kraljevine Madžarske). Leta 1343 je madžarski kralj Ludvik I. Ogrski naročil Dragoşu, da zgradi obrambni stolp pred vpadi Tatarov. Vendar se je romunski plemič Bogdan I. iz Cuhee (tudi iz Maramureša) uprl madžarski oblasti leta 1359 in pridobil neodvisnost kneževine Moldavije, neodvisnost, ki se je ohranila vse do zveze med Moldavijo in Vlaško leta 1859, ko je Mihael Pogumni — vojvoda kneževine Vlaške in ban Oltenije — sklenil prvo zvezo romunskih kneževin: Vlaške, Moldavije in Transilvanije, ki so predstavljale ozemlje sedanje Romunije in Moldavije. 
Moldavija je imela tudi bogate politične odnose s Poljsko. Leta 1387 je veliki knez (hospodar) Moldavije Peter I. Moldavski plačal fevdalni davek poljskemu kralju. Naslednjih sto petdeset let so bili odnosi med Moldavijo in Poljsko občasno prijateljski, občasno pa tudi konfliktni.
Najpomembnejši moldavski knez je bil Štefan Veliki, ki je vladal od leta 1457 do 1504. Glavno mesto njegove kneževine je bila Suceava, v današnji Romuniji.
Z izjemo Pridnestrja, ozemlje današnje Moldavije zavzema večino zgodovinske regije Besarabije, ki je bila do leta 1812 del Kneževine Moldavije. Ime kneževine izvira iz reke Moldavije. Srednjeveška kneževina je predstavljala območje od Transilvanije na zahodu in vse do reke Dnester na vzhodu. Njeno središče se je nahajalo v severovzhodnem delu (v romunščini Ţara de Sus), katerega del je kasneje postal znan kot Bucovina.
Zaporedne prestolnice kneževine so bile: Baia (1359-1365), Sirec (1365-1373), Suceava (1373-1565) in Iaşi (1565-1859).
Leta 1538 je Moldavija prišla pod oblast Osmanskega cesarstva, kateremu je morala plačati 10 % svojega dobička. Čeprav je bila dovoljena notranja avtonomija in celo avtonomija nad zunanjo trgovino, so bili mednarodni odnosi, ki bi lahko škodovali Osmanskemu cesarstva, prepovedani. Poleg tega je bilo Turkom prepovedano posedovati zemljišče ali graditi verske objekte v Moldaviji.
V 18. stoletju je moldavsko ozemlje postalo bojišče in prehodno območje v spopadih med Turki, Avstrijci in Rusi. Leta 1774 je kneževina postala ruski protektorat. Leta 1775 je Avstrija priključila Bukovino. Nazadnje je Rusija z Bukareštansko pogodbo leta 1812 priključila več kot 50 % moldavskega ozemlja, katero se je preimenovalo v Besarabija. Preostali del Moldavije se je odcepil izpod turške oblasti in se združil z Vlaško ter v 19. stoletju ustanovil Romunijo.

## Prva Moldavska republika in unija z Romunijo
Po ruski revoluciji leta 1905 se je v Besarabiji začelo razvijati romunsko gibanje za nacionalno emancipacijo. Čeprav je bilo gibanje v letih 1906-1907 deležno nekaj kritik, se je leta 1917 ponovno pojavilo v javnosti z še večjo močjo. Da bi ublažili kaos, ki ga je povzročila ruska revolucija februarja 1917 ter še dodatno oktobrska revolucija istega leta, je bil ustanovljen nacionalni svet pod vodstvom Sfatula Ţăriija. ("Svet države"), ki ga je sestavljalo 120 članov, ki so jih izvolili politiki in poklicne organizacije iz Besarabije.
15. decembra 1917 je parlament razglasil Moldavsko demokratično republiko kot del Sovjetske Rusije. 
26. januarja 1918 so na zahtevo pripadnikov Sfatula Ţăriia romunske čete vstopile v Besarabijo, da bi pomagale vzdrževati varnost, ki se je poslabšala zaradi velikega števila dezerterjev z strani ruske vojske.
Po teh dogodkih je državni zbor 6. februarja 1918 razglasil neodvisnost republike. Končno je bila pod pritiskom romunske vojske 9. aprila 1918 izglasovana zveza Besarabije z Romunijo. To unijo je priznalo več evropskih držav, sovjetska vlada pa ne.

## Sovjetska Moldavija
Po ustanovitvi Sovjetske zveze decembra 1922 je sovjetska vlada leta 1924 ustanovila Moldavsko avtonomno sovjetsko socialistično republiko na ozemlju vzhodno od reke Dnester v SSR Ukrajini. Glavno mesto regije je bilo Balta, ki se nahaja v današnji Ukrajini.
Sedem mesecev pozneje je bila regija imenovana za status Avtonomne Sovjetske Socialistične republike Moldavije (AMSR). Vlada je ostala v Balti do leta 1929, ko se je pozneje preselila v Tiráspol. 

### Druga svetovna vojna
Med drugo svetovno vojno je pakt Molotov-Ribbentrop, ki je opredelil delitev Evrope od vzhoda na vplivne sfere, omogočil Sovjetski zvezi, da je junija 1940 zavzela Besarabijo, saj nacistična Nemčija za Besarabijo ni pokazala nobenega zanimanja. 26. junija 1940 je sovjetska vlada Romuniji izdala ultimat, da prepusti Besarabijo in takoj severno regijo Bukovina. Italija in Nemčija sta pritiskali na romunskega kralja Carola II., da naj ne sprejme pomoči od Francije ali Združenega kraljestva, na kar se je tudi strinjal. 28. junija so sovjetske čete prečkale reko Dnester in zasedle Besarabijo, severno Bukovino in Herco.
Moldavska sovjetska socialistična republika (RSSM), ki je bila ustanovljena po priključitvi 2. avgusta 1940, ni spoštovala tradicionalnih meja Besarabije. Republika je obsegala šest okrožij Besarabije z zahodnim delom stare RSSAM. Novembra 1940 so bile končno določene meje, pri čemer so ozemlja večinoma naseljevali Ukrajinci. Po drugi strani je bil del Pridnestrja z večino moldavskega prebivalstva priključen republiki. 
Aprila 1941 je bila v okviru Rdeče bradca v Romuniji izvedena operacija, ki je bila povezana z nacistično Nemčijo, zaradi česar je ponovno zavzela ozemlje; Romunija je tako postala de facto agresor, kar je povzročilo resne posledice po vojni.
Aprila 1944 so Pridnestrje zavzeli Sovjeti. Sovjetska vojska je ponovno pridobila Besarabijo in Bukovino in februarja 1947 je bila podpisana mirovna pogodba, ki je vzpostavila sovjetsko mejo na reki Prut. 

### Prihod pod sovjetsko oblastjo
Moldavija je po drugi svetovni vojni ostala znotraj ZSSR in je zasedla sedanje ozemlje Republike Moldavije. Ruska vlada je ohranila politiko 'denacionalizacije' do romunskega prebivalstva, vključno z represivnimi ukrepi za tiste, ki so bili povezani s starim režimom. Poleg tega so Ruse in Ukrajince spodbujali k emigriranju v Moldavijo. 
V tem obdobju je bil usmerjen razvoj industrije v kmetijstvo.
Kasneje, v sedemdesetih in osemdesetih letih prejšnjega stoletja, je Moldavija prejela znatne naložbe iz sovjetskega proračuna za razvoj stanovanjske, industrijske in znanstvene infrastrukture. Te naložbe so se nenadoma ustavile leta 1991, ko je Sovjetska zveza razpadla in je pri tem Moldavija postala neodvisna.

### Odcepitev Gaugazije in Pridnestrija
Avgusta 1990 je bila okoli mesta Komrat razglašena ločena republika z imenom Gagauz-Yeri (Republika Gagauz). Septembra so prebivalci vzhodnega brega reke Dnester v Pridnestrju razglasili Moldavsko republiko Dnestr in za glavno mesto sprejeli Tiraspol.
Približno 50.000 oboroženih moldavskih prostovoljcev je odšlo v Pridnestrje, kjer se je razširjeno nasilje zaradi posredovanja ruske vojske začasno ustavilo. Pogajanja, ki so potekala v Moskvi med Gagauzijo, Pridnestrjem in moldavsko vlado, so propadla, moldavska vlada pa ni želela nadaljevati z pogajanji. 
Maja 1991 je bilo uradno ime države spremenjeno v Republika Moldavija.

## Moldavija po osamosvojitvi

### Osamosvojitev
Med poskusom državnega udara v Sovjetski zvezi proti Mihailu Gorbačovu avgusta 1991 je ruska vojska izvedla vojaški poskus, da se uvede izredno stanje v Moldaviji. Moldavija je to obsodila strani moldavskih vladarjev, ki so izkazali podporo ruskemu predsedniku Borisu Jelcinu. 27. avgusta 1991 potem, ko je državni udar ni uspel, je Moldavija razglasila neodvisnost od Sovjetske zveze. 
Oktobra je Moldavija začela organizirati svoje oborožene sile; Sovjetska zveza kmalu zatem razpadla in Moldavija je sprejela odločitev, da se prepreči širjenje nasilja iz Pridnestrja drugod po državi. Volitve, ki so bile izvedene decembra, so povečale napetosti v Moldaviji. 
Ob koncu leta 1991 je država dobila predsednika Mircea Snegur, kateri je zmagal na predsedniških volitvah. Štiri mesece kasneje je država dosegla uradno priznanje kot neodvisna država s strani Združenih narodov. 
Po osamosvojitvi je bila romunska zastava z grbom sprejeta kot državna zastava, in sprejeta je bila tudi državna himna. V tem obdobju so se začela gibanja za ponovno združitev Romunije in Moldavije. 
Leta 1992 je bila Moldavija vpletena v kratek spor z lokalnimi uporniki v Pridnestrju. Premirje je bilo posredovano s strani predsednika Mircea Snegura in Borisa Jelcina v juliju 1992. 

### Po osamosvojitvi: 1993—1998
Od leta 1993 se je Moldavija začela oddaljevati od Romunije. Ustava, sprejeta leta 1994, je namesto besede "romunščina" uporabila izraz "moldavski jezik" in spremenila državno himno, z naslovom Limba noastră (Naš jezik).
27. februarja 1994 so bile izvedene parlamentarne volitve, katere so jih opazovalci za interniranje označili za svobodne in poštene, čeprav oblasti Pridnestrja tam niso dovolile glasovanja in so prebivalce pozvale k neudeležbi. Tako je na posebej določenih mestih glasovalo le 7500 državljanov Pridnestrja.
Predsednik Ion Mircea Snegur je pozneje podpisal pristop k Partnerstvu za mir, ki ga je spodbujal Nato. 
Aprila 1994 je parlament potrdil članstvo v Skupnosti neodvisnih držav. 28. julija je parlament sestavil novo ustavo, ki je začela veljati 27. avgust 1994, in podelitev večje avtonomije v Pridnestrijski in Gagauzijski regiji. Rusija in Moldavija sta oktobra 1994 podpisali sporazum o umiku ruskih vojakov iz Pridnestrja, vendar jih je ruska vlada ni bila ratificirana.
27. aprila je predsednik Snegur prevzel pobudo v parlamentu, da spremeni ustavo. Ta poskus je bil zavrnjen s moldavskega parlamenta, kot je "spodbujanje romunskega ekspanzionizma«.
V juliju 1998 je bil podpisan sporazum o partnerstvu in sodelovanju z Evropsko unijo, ki je začela veljati za začetno obdobje prvih deset let. To je vzpostavlilo institucionalni okvir za dvostranske odnose, medtem ko je sporazum določil glavne skupne cilje.

### Obdobje od leta 2001 dalje
Na volitvah leta 2001 je bil izvoljen komunistični politik Vladimir Voronin. Vendar pa so se po nekaj letih njegovega vodenja oblasti odnosi med Moldavijo in Rusijo poslabšali zaradi spora v Pridnestrju. 
Poleti leta 2004 so oblasti zaprle štiri moldavske šole v Pridnestrju Tiraspolu, Benderju in Ribniti, katere so uporabljale latinico. To je povečalo napetosti med Moldavijo, zaradi česar se je pokrajina želela odcepiti, kar je povzročilo finančne težave.
Na volitvah leta 2005 je bila Komunistična partija Moldavije ponovno izvoljena, kar je poudarilo potrebo po pridružitvi v Evropsko unijo. Parlament je nato razglasil Vorodina za predsednika.